# 2016 VA
2016 VA est un astéroïde Aton (géocroiseur) découvert par le Mount Lemmon Survey le 1er novembre 2016, possédant une période de révolution de 0,88 année. Le 2 novembre 2016, 0 h 42 UTC, 2016 VA passe à 93 700 km de la surface de la Terre.